# Z
Z, z (зет) — 26-я и последняя буква базового латинского алфавита.
| Протосемитская це | Финикийская зен     | Греческая дзета       | Этрусская Z | Латинская Z |
| Протосемитская це | Финикийская зен (𐤆) | Греческая дзета (Ζ ζ) | Этрусская Z | Латинская Z |

Иногда используется вариативное написание буквы — Ƶ.

## История
В архаическом латинском алфавите буква Z занимала седьмое место — по аналогии с греческой Ζ (дзетой). В 312 году до н. э. цензор Аппий Клавдий Цек, занимавшийся реформой алфавита, удалил эту букву как излишнюю: звук, который она обозначала, перешёл в R. Она была возвращена лишь в I веке до н. э., уже в конец алфавита, для передачи греческих слов.

## Названия и произношение буквы в различных языках
- англ. zed, зэд — [z]. В американском английском произносится как zee, зи.
- лат. zeta, зета, дзета — [z] или [d͡z].
- нем. zett, цет — [t͡s] или [z] (в заимствованиях).

## Употребление

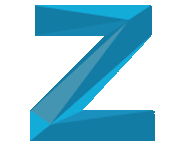
Официальная эмблема города Закари в штате Луизиана, США

### Обозначения
В ряде отраслей науки z или Z являются стандартными обозначениями для физических и математических величин.
- В математике z:
  - третья координата (аппликата) в декартовой системе координат (после x и y);
  - осевая координата в цилиндрической системе координат;
  - третья неизвестная в системе уравнений (после x и y);
  - комплексная переменная.
- В математике ℤ ({\displaystyle \mathbb {Z} }) — множество целых чисел
- В физике и электронике Z — полное сопротивление (импеданс).
- В ядерной физике и химии Z — зарядовое число атомного ядра (синонимы: атомный номер, атомное число, порядковый номер химического элемента) — количество протонов в атомном ядре.
- В физике элементарных частиц Z — нейтральный векторный бозон, переносчик слабого взаимодействия.
- В кристаллографии Z — количество формульных единиц в элементарной кристаллической ячейке.
- В термодинамике и статистической физике Z (от нем. Zustandssumme «сумма по состояниям») — статистическая сумма по состояниям ансамбля, z — статистическая сумма по состояниям одной молекулы.
- В термодинамике Z — коэффициент сжимаемости газа.
- В электрохимии и физике плазмы z — зарядовое число иона; зарядовое число электрохимической реакции.
- В химической физике z — приведённая активность.
- В астрономии и космологии z — красное смещение;
- В астрономии и геодезии z — зенитный угол (зенитное расстояние)[4]. Кроме того, буквами Z и Z′ часто обозначаются точки зенита и надира на небесной сфере.
- В астрофизике Z — относительное обилие тяжёлых элементов (тяжелее гелия) в веществе.
- В метрологии:
  - z — дробная десятичная приставка СИ, зепто- (10−21); Z — кратная десятичная приставка СИ, зетта- (1021).
  - Z иногда используется для обозначения времени по Гринвичу (от нем. Zeit, время).

### В делопроизводстве
- В документах и бланках при их заполнении росчерком в форме буквы Z перечёркивают пустое место, чтобы избежать несанкционированного дописывания текста.

### В культуре
- Отличительный знак благородного разбойника Зорро.

| Название по-русски: зет. Код НАТО: Zulu (/ˈzuːluː/, [зу́лу]). Азбука Морзе: −−·· |                   |                                     |        |
| \| ● \| ○ \| \| ○ \| ● \| \| ● \| ● \| Шрифт Брайля                             | Семафорная азбука | Флаги международного свода сигналов | Амслен |
| ●                                                                               | ○                 |                                     |        |
| ○                                                                               | ●                 |                                     |        |
| ●                                                                               | ●                 |                                     |        |

## Военный символ

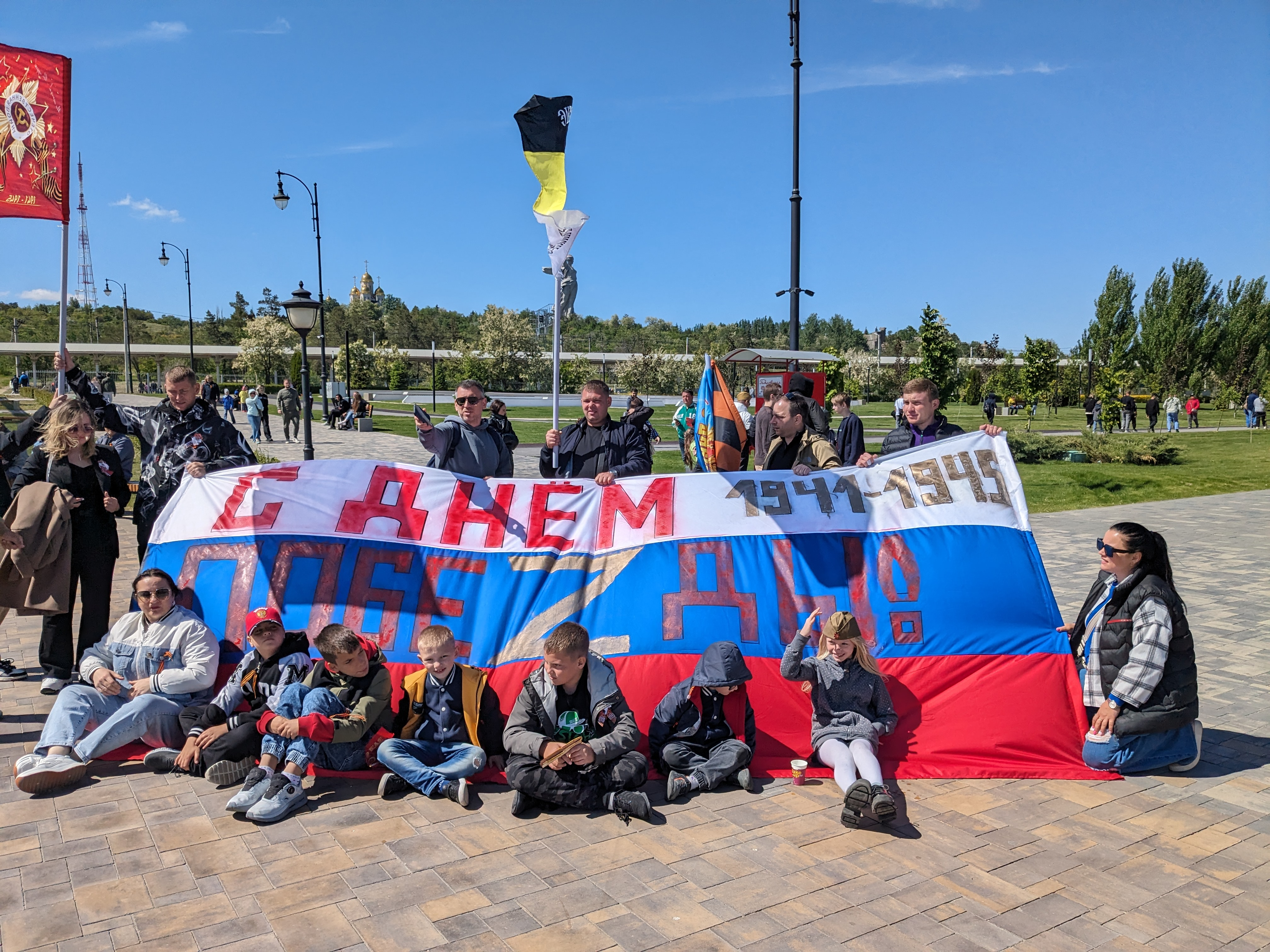
Буква Z на баннере «С Днём Победы» в 2024 году

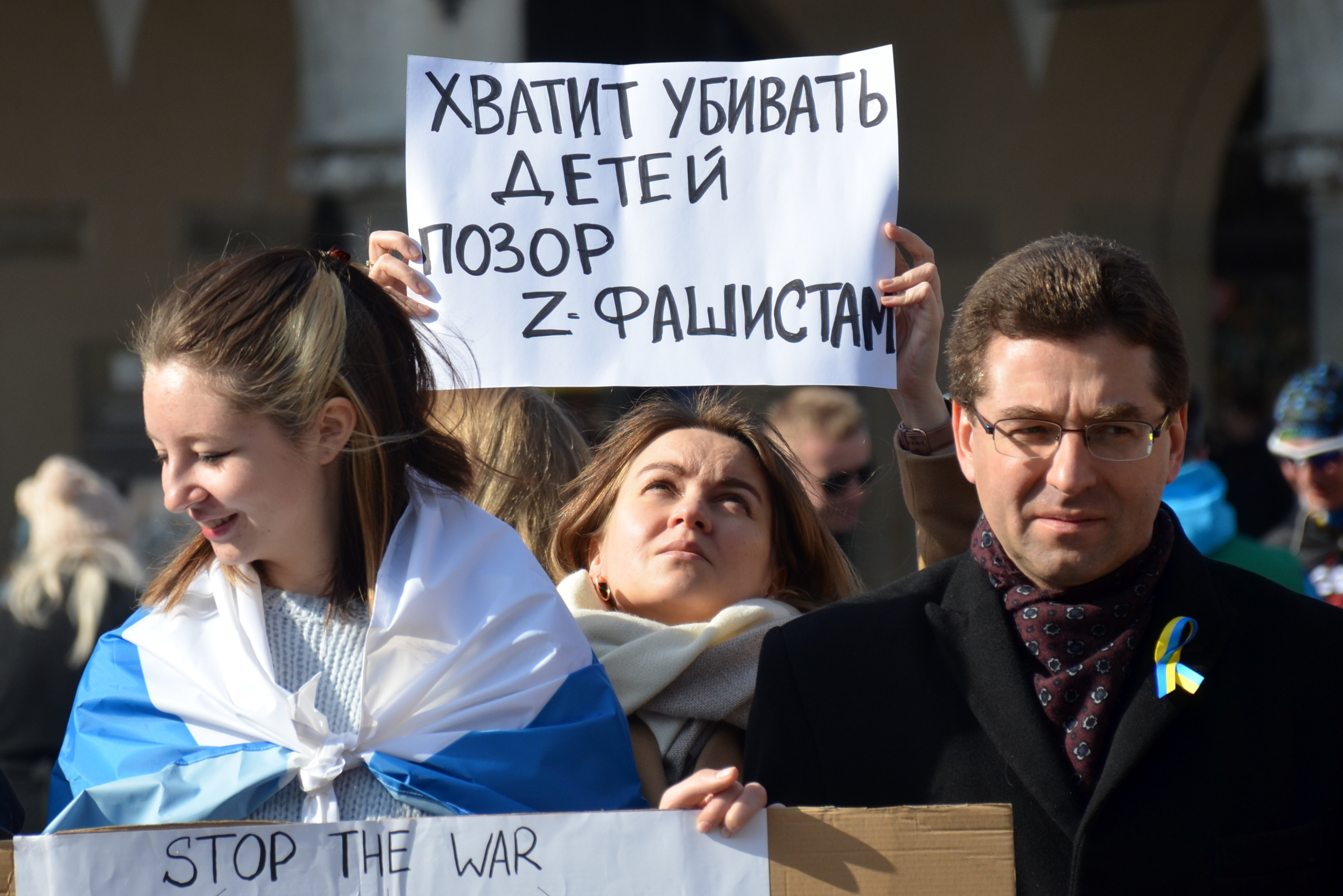
Русская диаспора протестует против войны на Украине

Буква Z стала милитаристским символом в 2022 году после того, как Россия вторглась на территорию Украины. Вооружённые силы РФ обозначали свою военную технику буквами «Z», «O», «V». При этом их значение оставалось неизвестным — даже исследователь Bellingcat Арик Толер, следивший за российско-украинской войной с 2014 года, заявил, что никогда прежде не встречал эту символику. По этой причине отдельные эксперты предположили, что выбор знаков был ситуативным и больше связан с простотой рисунка. Спустя несколько дней после начала вторжения латинские буквы «Z» и «V» начали воспринимать как официальную символику вооружённых сил РФ. Однако, согласно официальной позиции Министерства обороны России, получившей огласку в мае 2022 года, символы «не являются официальными воинскими символами (обозначениями) и не несут специальной нагрузки».
Символы стали активно использоваться в пропаганде. Россияне, поддерживающие вторжение, используют букву «Z» на своих машинах и одежде, но чаще знак появляется на провластных демонстрациях, билбордах, зданиях и в виде инсталляций. Государство организует «Z»-флешмобы в социальных сетях и на улицах. На выступающих против использования «Z» в России периодически заводят уголовные дела. «Z» часто окрашивают в цвета георгиевской ленты. По заявлению специалиста по внутренней и внешней политике России Марии Снеговой, оранжево-чёрная буква «Z» создаёт связь между продолжающимся вторжением и празднованием победы во Второй мировой войне и поддерживает национальную идею России как «исторического победителя».
Публичное изображение знака с целью поддержки действий российской армии запрещено в Молдове, Литве, Латвии, а также на территории Украины.